# هوشنگ امیراحمدی
هوشنگ امیر احمدی (زادهٔ ۱۳۲۶) مدرس دانشگاه و تحلیل‌گر سیاسی ایرانی-آمریکایی است. او به‌عنوان استاد دانشگاه راتگرز و مدیر مرکز مطالعات خاورمیانه در این دانشگاه فعالیت می‌نماید.
وی دانش‌آموخته کارشناسی مهندسی کشاورزی از دانشگاه تبریز، کارشناسی ارشد اقتصاد بین‌الملل از دانشگاه دالاس و دکتری برنامه‌ریزی و توسعهٔ بین‌المللی از دانشگاه کرنل است. امیراحمدی بنیان‌گذار و رئیس شورای آمریکا-ایران نیز می‌باشد. او در انتخابات ریاست‌جمهوری ایران در سال‌های ۱۳۸۴، ۱۳۹۲ و ۱۳۹۶ نامزد گردید، ولی هر سه بار صلاحیتش توسط شورای نگهبان رد شد.
در یکی از مصاحبه های ایشان، وی از دستیابی ایران به سلاح هسته ای طرفداری کرد و علت این امر را صلح منطقه ای عنوان کرده است. 

## زندگی
هوشنگ امیراحمدی در ۱۳۲۶ در تالش زاده شد. وی مدرک کارشناسی مهندسی کشاورزی را از دانشگاه تبریز اخذ نمود. سپس به ایالات متحده آمریکا نقل مکان کرد و در دانشگاه دالاس موفق به دریافت مدرک کارشناسی ارشد اقتصاد بین‌الملل گردید. او مدرک دکتری برنامه‌ریزی و توسعهٔ بین‌المللی خود را نیز از دانشگاه کرنل دریافت نمود.

امیراحمدی مؤسس و رئیس شورای آمریکا-ایران است. این شورا مرکزی برای پژوهش و سیاست‌گذاری است و تلاش دارد ادراک متقابل مردم ایران و ایالات متحده آمریکا را نسبت به یکدیگر بهبود بخشد. وی همچنین از بنیانگذاران و مدیر مرکز تجزیه و تحلیل مسائل ایران است. وی از سال ۱۹۷۵ در آمریکا اقامت دارد. امیراحمدی استاد مدرسه برنامه‌ریزی و سیاستگذاری عمومی ادوارد بلاوستاین در دانشگاه راتگرز است. او به عنوان اداره‌کنندهٔ مرکز مطالعات خاورمیانه، رئیس و اداره‌کننده تحصیلات تکمیلی دانشکده‌اش در مدرسه بلاوستاین و هماهنگ کنندهٔ برنامه فلوشیپ هیوبرت هامفری در این دانشگاه فعالیت کرده است.

## انتخابات ریاست‌جمهوری ایران
هوشنگ امیراحمدی در انتخابات ریاست‌جمهوری ۱۳۷۶ در ایران، از علی اکبر ناطق نوری حمایت کرد. وی در انتخابات ریاست جمهوری ۱۳۸۸ نیز از مهدی کروبی حمایت نمود.

### ریاست‌جمهوری ۱۳۹۲
امیراحمدی برای کاندیداتوری انتخابات ریاست جمهوری ایران (۱۳۹۲) رسماً ثبت نام کرد. وی صرف نظر از رئیس‌جمهور شدن یا نشدن در پایان انتخابات، هدف خود را تلاشی جدی در جهت شکل‌دهی ایرانی بهتر عنوان کرد. وی بعد از اعلام اسامی نامزدهای تأیید صلاحیت‌شده، این رویهٔ ارزیابی صلاحیت انتخاباتی توسط شورای نگهبان را مورد سرزنش قرار داد و انتخابات ایران را فرایندی کم‌فایده توصیف کرد و در نامه‌ای به سیدعلی خامنه‌ای؛ رهبر جمهوری اسلامی، از نبود اسامی افراد سرشناسی همچون خود، اکبر هاشمی رفسنجانی و اسفندیار رحیم‌مشایی، انتقاد کرد.

### ریاست‌جمهوری ۱۳۹۶
امیراحمدی در انتخابات ریاست‌جمهوری ۱۳۹۶ در ایران اعلام نامزدی نمود، اما از سوی شورای نگهبان رد صلاحیت شد. او اهدافش را کمک به ساختن یک اقتصاد ملی و مقاوم از طریق تجهیز منابع داخلی و افزایش تولید و کار برای جوانان و بهسازی محیط‌زیست بحرانی کشور اعلام کرده بود.

## تألیفات
تألیفات هوشنگ امیراحمدی شامل بیش از ۲۵ جلد کتاب، از جمله ۱۵ عنوان در مورد رابطه ایران و آمریکا، بیش از ۲۰۰ مقاله علمی، که به زبان‌های انگلیسی و فارسی، در خارج و داخل ایران منتشر شده‌اند. از جمله این نوشته‌ها عباراتند از:
- انقلاب و گُذار اقتصادی: تجربه ایران.
- منطقه دریای خزر بر سر چند راهی: عرصه‌ای نو برای انرژی و توسعه.
- جزایر کوچک، سیاست‌های بزرگ: تنب و ابوموسی در خلیج فارس.
- ایالات متحده و خاورمیانه: جستجو برای یافتن افق‌های جدید.
- ایران پس از انقلاب.
- ایران و جهان عرب.
- بازسازی و دیپلماسی منطقه‌ای در خلیج فارس.
- توسعه شهری در جهان اسلام.
- جامعه سیاسی، جامعه مدنی، و توسعه ملی.
- ابزارهای توسعه صنعتی، تداوم و گسست، ترجمهٔ علیرضا طیب، انتشارات شیرازه (شیرازه کتاب ما).

- Revolution and Economic Transition: The Iranian Experience. SUNY Press. 1990. ISBN 978-0-7914-0510-9.
- The Caspian Region at a Crossroad: Challenges of a New Frontier of Energy and Development. Palgrave Macmillan. 2000. ISBN 978-0-312-22351-9.
- Small Islands, Big Politics: The Tonbs and Abu Musa Islands in the Persian Gulf. Palgrave Macmillan. 1996. ISBN 978-0-312-15910-8.
- The United States and the Middle East: A Search for New Perspectives. SUNY Press. 1993. ISBN 978-0-7914-1225-1.
- Post-Revolutionary Iran. Westview Press. 1988. ISBN 978-0-8133-7227-3.
- Iran and the Arab World. Macmillan. 1993. ISBN 978-0-333-57924-4.
- Reconstruction and Regional Diplomacy in the Persian Gulf. Taylor & Francis. 1992. ISBN 978-0-415-06485-9.